# Anagyrus securicornis
Anagyrus securicornis är en stekelart som beskrevs av Domenichini 1953. Anagyrus securicornis ingår i släktet Anagyrus och familjen sköldlussteklar. Inga underarter finns listade i Catalogue of Life.